# Charwałowci
Charwałowci (bułg. Харваловци) – wieś w Bułgarii, w obwodzie Wielkie Tyrnowo, w gminie Elena. W 2024 roku liczyła 7 mieszkańców.